# Otiocerus regalis
Otiocerus regalis är en insektsart som beskrevs av Kirby 1952. Otiocerus regalis ingår i släktet Otiocerus och familjen Derbidae. Inga underarter finns listade i Catalogue of Life.